# Monti Swanson
I monti Swanson sono una catena montuosa situata nella parte nord-occidentale della Terra di Marie Byrd, in Antartide. Sita in particolare sulla costa di Ruppert, la catena, che fa parte del più vasto gruppo delle catene Ford e che si estende per circa 15 km in direzione est-ovest, è affiancata a nord da una distesa ghiacciata che la separa dai monti Denfeld, e a sud dal ghiacciaio Arthur, che la separa dai monti Sarnoff; la sua vetta più alta è quella del monte Crabtree, che arriva a 820 m s.l.m..

## Storia
Scoperti nel 1934 durante ricognizioni aeree effettuate nel corso della spedizione antartica comandata da Richard Evelyn Byrd e successivamente cartografati grazie a ricognizioni aeree e terrestri condotte dal Programma Antartico degli Stati Uniti d'America tra il 1939 e il 1941, i monti Swanson sono stati così battezzati dal Comitato consultivo dei nomi antartici in onore di Claude Augustus Swanson, che fu il quarantacinquesimo segretario della marina statunitense, mantenendo il ruolo dal 1933 al 1939.